# Tom Henriksen
Tom Henriksen (31 de mayo de 1966) es un deportista danés que compitió en tiro con arco, en la modalidad de arco compuesto.
Ganó tres medallas en el Campeonato Mundial de Tiro con Arco en Sala entre los años 1995 y 2005. Además, obtuvo dos medallas en el Campeonato Europeo de Tiro con Arco al Aire Libre, en los años 1994 y 1998, y tres medallas en el Campeonato Europeo de Tiro con Arco en Sala entre los años 1998 y 2006.

## Palmarés internacional
| Campeonato Mundial en Sala       | Campeonato Mundial en Sala | Campeonato Mundial en Sala | Campeonato Mundial en Sala |
| Año                              | Lugar                      | Medalla                    | Prueba                     |
| -------------------------------- | -------------------------- | -------------------------- | -------------------------- |
| 1995                             | Birmingham (Reino Unido)   | Medalla de plata           | Equipo                     |
| 1997                             | Estambul (Turquía)         | Medalla de plata           | Equipo                     |
| 2005                             | Aalborg (Dinamarca)        | Medalla de bronce          | Equipo                     |
| Campeonato Europeo al Aire Libre |                            |                            |                            |
| Año                              | Lugar                      | Medalla                    | Prueba                     |
| 1994                             | Nymburk (República Checa)  | Medalla de bronce          | Individual                 |
| 1998                             | Boé/Agen (Francia)         | Medalla de bronce          | Equipo                     |
| Campeonato Europeo en Sala       |                            |                            |                            |
| Año                              | Lugar                      | Medalla                    | Prueba                     |
| 1998                             | Oldenburgo (Alemania)      | Medalla de plata           | Equipo                     |
| 2000                             | Spała (Polonia)            | Medalla de bronce          | Equipo                     |
| 2006                             | Jaén (España)              | Medalla de oro             | Equipo                     |